# 太田彩夏
太田彩夏（日语：／ Ota Ayaka，2000年8月17日—）是日本偶像藝人，為女子偶像团体SKE48 Team E成员，曾任Team KII的队长（第四任），岐阜縣出身，所屬經紀公司為Zest。

## 人物

### 性格特征
- 前期興趣是唱卡拉OK、電影鑒賞、觀看Youtube影片。现在的兴趣是赛马、看体育比赛、觀看Youtube影片。[3]
- 特長是書道。
- 以前关于未来的梦想是成為大家所喜愛的模特兒，而现在关于未来的梦想是成为No.1的BIGBOSS。
- 以前喜欢的食物为樱桃、蛋糕、花林糖。现在喜欢的食物为瑞士卷、草莓、牛舌、自己做的蛋包饭。
- 喜欢的格言是“人生只有一次”。

### SKE48相关
- 公演介绍词是 我要在大家的心中响起旋律 预备 彩之旋律。（「みんなの心にメロディを響かせちゃいます。せーの（あやめろでぃー！）」）
- 应援色是红色、橙色、黄色。

## 略歷

### 加入SKE48前
有一個年長四歲的姐姐，姐姐是前NMB48Team M、愛乙女☆DOLL的成員太田里織菜。

### 2015年
- 3月15日，作为SKE48第7期生甄选最终合格者发表[6]。
- 3月22日，在niconico直播特别节目中，7期生初亮相。
- 3月31日，在パシフィコ横浜《风情万种塞车中》发行演出上，7期生正式披露[7]。
- 6月26日，在Team E 4th「手牵手」中首次伴舞。[8]
- 7月6日，作為SKE48 研究生公演“PARTY开始了”的初日成員，首次在剧场中出演。[9]
- 11月3日，首次作为Under于Team S 3rd Stage“制服之芽”公演中出演。[10]

### 2016年
- 11月20日，在爱知縣藝術剧场举办的 みんなが主役！SKE48 59人のソロコンサート～未来のセンターは谁だ？～ 2日目夜公演上宣布升格至Team KII。[11]
- 12月1日，队伍配属从研究生转入Team KII。

### 2017年
- 3月14日，在社交游戏「SKE48 Passion For You」举行的广告选拔成员的投票活动中，最终排名第15位，得以入选Passion For You初次选拔名单。[12]

### 2018年
- 6月30日，作为SKE48 Team KII 7th Stage“最终钟声鸣响”的初日成员，在剧场中出演。[13]
- 10月14日,以“U-19选拔2018”的名义参与AKB48第54张单曲NO WAY MAN中Type C的曲目「早安开启的世界」，这也是太田彩夏第一次参与AKB48的单曲录制。[14]

### 2019年
- 3月1日，Keyholder旗下公司「株式會社SKE」正式接手全權負責SKE48的經紀及營運事務。因此，所屬經紀公司從原來的株式會社AKS轉至株式會社SKE。[15]
- 3月15日，在社交游戏「SKE48 Passion For You」举行的广告选拔成员的投票活动中，最终排名第10位。時隔兩年，再次入选Passion For You选拔名单。[16]
- 5月13日，SKE48成为J联赛球队FC岐阜的官方应援队，太田彩夏则被任命为应援队的副队长。[17]
- 7月1日，由于营运公司“株式会社SKE”更名为“株式会社ZEST”。因此，所屬經紀公司從原來的株式會社SKE变为株式會社ZEST。[18]

### 2020年
- 3月13日，在社交游戏「SKE48 Passion For You」举行的广告选拔成员的投票活动中，最终排名第8位。连续兩年，入选Passion For You选拔名单。[19]
- 11月23日，SKE48宣布将在2021年2月3日发布第27张单曲《坠入爱河Flag》，而太田也因为该张单曲实施全员选拔，因此首度进入A面曲的选拔[20]。

### 2021年
- 8月2日，感染新冠病毒[21]。
- 8月15日，先前因感染新冠病毒而停止的演艺活动重启[22]。

### 2022年
- 2月26日，在「大場美奈Solo曲「生まれ変わっても」MV解禁活动」公演，宣布将于5月接替先前宣布毕业的大场美奈，就任Team KII队长[23]。
- 3月15日，宣布从短期大学毕业，并取得保育员和幼稚園教师的資格[24]。
- 5月6日，正式就任Team KII队长[25]。
- 7月15日，SKE48宣布将在2022年10月5日发布第30张单曲《绝对Inspiration》，而太田自全员选拔的《坠入爱河Flag》以来相隔三作重返选拔，并首次入选常规选拔[26]。
- 12月11日，作为SKE48 Team KII 8th Stage"没有时间"的初日成员，在剧场中出演[27]。

### 2023年
- 4月4日，SKE48宣布将在2023年7月5日发布第31张单曲《深深爱上你了》，而太田自首次进入常规选拔的《绝对Inspiration》以来，第二次入选单曲常规选拔[28]。

### 2024年
- 1月19日，SKE48宣布，于2024年2月28日发布的第32张单曲《爱的全息图》的选拔成员名单。当中太田入选，这次是她第三次入选单曲常规选拔[29]。
- 5月6日，由于J联赛球队FC岐阜的官方应援队SKE48的应援队长北野瑠华，先前宣布从团体毕业，因此也宣布卸任应援队长的职务。北野瑠华在当日FC岐阜主场对阵北九州向日葵的比赛现场宣布，应援队副队长太田彩夏继任为应援队的队长[30][31]。
- 8月24日，SKE48宣布，于2024年10月2日发布的第33张单曲《告白心拍数》的选拔成员名单。当中太田入选，这次是她第四次入选单曲常规选拔[32]。

### 2025年
- 1月1日，SKE48发表新队伍成员名单，其中，太田被分配至Team E，新队伍体制将于同年4月1日启动[33]。
- 4月1日，移籍Team E。

- 8月5日，SKE48宣布，于2025年9月24日发布的第35张单曲《Karma》的选拔成员名单。当中太田入选，这次是她第五次入选单曲常规选拔[34]。

## 參與曲目

### SKE48單曲CD
|      | 發行日期       | 單曲名稱           | 參與歌曲名稱       | 名義                | 收錄於 | MV | 备注                        |
| ---- | -------------- | ------------------ | ------------------ | ------------------- | ------ | -- | --------------------------- |
| 20th | 2016年08月17日 | 金的愛，銀的愛     | 好人好人诈欺       | 调皮天使与温柔恶魔  | Type-D | ★  |                             |
| 21st | 2017年07月19日 | 意外是芒果         | 奇迹的流星雨       | Passion For You选拔 | 全版本 |    |                             |
| 21st | 2017年07月19日 | 意外是芒果         | 画个圆圈           | Team KII            | Type-B | ★  |                             |
| 22nd | 2018年01月10日 | 無意識的顏色       | 不触碰的浪漫       | 樱情信32            | Type-D | ★  |                             |
| 23rd | 2018年07月04日 | 突如其来Punchline  | 谁的耳朵           | Team KII            | Type-B | ★  |                             |
| 24th | 2018年12月12日 | Stand by you       | 踢飞之后再给你一吻 | Team KII            | Type-B | ★  |                             |
| 24th | 2018年12月12日 | Stand by you       | 神不会抛下你       |                     | 劇場盤 |    |                             |
| 25th | 2019年07月24日 | FRUSTRATION        | 要来玩游戏吗？     | Passion For You選抜 | 全版本 | ★  |                             |
| 25th | 2019年07月24日 | FRUSTRATION        | 人生浪费           | 紅組                | Type-B | ★  |                             |
| 26th | 2020年01月15日 | 也是有这样的对吧？ | 恋爱的理由         | Highway Girls       | Type-C | ★  |                             |
| 27th | 2021年02月03日 | 坠入爱河Flag       | 坠入爱河Flag       |                     | 全版本 | ★  | A面曲 初次进入选拔 全员选拔 |
| 27th | 2021年02月03日 | 坠入爱河Flag       | 那时候的Locker     | Passion For You選抜 | Type-C | ★  |                             |
| 28th | 2021年09月01日 | 找到了那时候的你   | 世界的Super Hero   |                     | Type-C | ★  | 首次担任歌曲Center          |
| 29th | 2022年03月09日 | 心中的Flower       | 朋友哟             | FC岐阜选拔          | Type-C | ★  | 担任歌曲Center              |
| 30th | 2022年10月05日 | 绝对Inspiration    | 绝对Inspiration    |                     | 全版本 | ★  | A面曲 初次进入非全员选拔    |
| 31st | 2023年07月05日 | 深深爱上你了       | 深深爱上你了       |                     | 全版本 | ★  | A面曲                       |
| 31st | 2023年07月05日 | 深深爱上你了       |                    | Team KII            | Type-B | ★  |                             |
| 32nd | 2024年02月28日 | 爱的立体投影       | 爱的立体投影       |                     | 全版本 | ★  | A面曲                       |
| 32nd | 2024年02月28日 | 爱的立体投影       | Cherry17           | Team KII            | Type-B | ★  |                             |
| 33rd | 2024年10月02日 | 告白心跳频率       | 告白心跳频率       |                     | 全版本 | ★  | A面曲                       |
| 33rd | 2024年10月02日 | 告白心跳频率       | 恋爱的哲学家       | Team KII            | Type-B |    |                             |
| 34th | 2025年03月14日 | Tick tack zack     | 喊出心声吧!        | Team E              | Type-C | ★  |                             |
| 35th | 2025年09月24日 | Karma              | Karma              |                     | 全版本 | ★  | A面曲                       |
| 35th | 2025年09月24日 | Karma              | How did you know？ | Team E              | Type-C |    |                             |

### AKB48單曲CD
|      | 發行日期       | 單曲名稱   | 參與歌曲名稱   | 名義         | 收錄於 | MV |
| ---- | -------------- | ---------- | -------------- | ------------ | ------ | -- |
| 54th | 2018年11月28日 | NO WAY MAN | 早安开启的世界 | U-19选拔2018 | Type C | ★  |

### SKE48專輯CD
|     | 發行日期      | 專輯名稱 | 參與歌曲名稱   | 收錄於 |
| --- | ------------- | -------- | -------------- | ------ |
| 2nd | 2017年2月22日 | 革命之丘 | 尖端顶点之上！ | 全版本 |

## 劇場公演分組曲
| 公演名稱                         | 參與歌曲名稱    | 備註                                 |
| -------------------------------- | --------------- | ------------------------------------ |
| 研究生時期                       |                 |                                      |
| SKE48 研究生公演“PARTY开始了”    | 同班同学        |                                      |
| SKE48 研究生公演“PARTY开始了”    | 裙摆飘飘        | 后藤楽楽的代演                       |
| SKE48 研究生公演“PARTY开始了”    | 接吻不行唷      | 后藤楽楽的代演                       |
| Team KII時期                     |                 |                                      |
| Team KII 6th Stage「0start」     | bye bye bye     | 北野瑠華、白井琴望的代演             |
| Team KII 6th Stage「0start」     | 关于你          | 高塚夏生、松村香織的代演             |
| Team KII 7th Stage“最终钟声鸣响” | 再战            | 竹内彩姫、北野瑠華的代演             |
| Team KII 7th Stage“最终钟声鸣响” | 初恋小偷        |                                      |
| Team KII 7th Stage“最终钟声鸣响” | 对不起 我的宝石 | 荒井優希、高木由麻奈、日高優月的代演 |
| Team KII 7th Stage“最终钟声鸣响” | 16人姐妹之歌    |                                      |
| Team KII 8th Stage「没有时间」   | 掌上明珠        |                                      |
| Team E時期                       |                 |                                      |
| Team E 7th Stage「RESET」        | 为了明天而接吻  |                                      |

## 電視節目
- KEIBA BEAT（日语：KEIBA BEAT）（2021年9月12日、东海电视台）- 作为嘉宾出演[35]

## 注解
1. ↑  该曲为FC岐阜正式应援曲